# Ideolingüista
El término ideolingüista ha sido acuñado junto con ideolengua como traducción de los neologismos del inglés conlanger y conlang, respectivamente (el término fue acuñado por Alex Condori en 2000[cita requerida] y fue usado con cierto éxito en internet a partir de una lista de correo denominada ideolengua).
Un ideolingüista es una persona que tiene por afición o profesión construir, inventar o diseñar lenguas no existentes previamente, llamadas ideolenguas o lenguas construidas.
Ejemplo de ideolingüistas reconocidos son Ludwik Zamenhof, J. R. R. Tolkien y Marc Okrand, este último, desarrollador del idioma klingon.